# Carole Bouquet
Carole Bouquet (* 18. srpna 1957 Neuilly-sur-Seine) je francouzská herečka oceněná Césarem, režisérka a modelka, která se od roku 1977 objevila ve více než čtyřiceti filmech. Známou se stala rolí Bond girl Meliny Havelockové v bondovce Jen pro tvé oči (1981).

## Osobní a profesní život
Kromě postavy Bondovy dívky hrála od 80. let v řadě evropských snímků. Nejdříve studovala filosofii na pařížské Sorbonně, ale přešla na Státní konzervatoř dramatického umění, kde se věnovala oboru herectví u Antoina Viteze. Do povědomí se zapsala hned svým prvním filmem. Světoznámý režisér Luis Buñuel ji obsadil do role služky Conchity v surrealistickém dramatu Ten tajemný předmět touhy (1977), společně se Španělkou Ángelou Molinovou (obě hrály jednu roli).

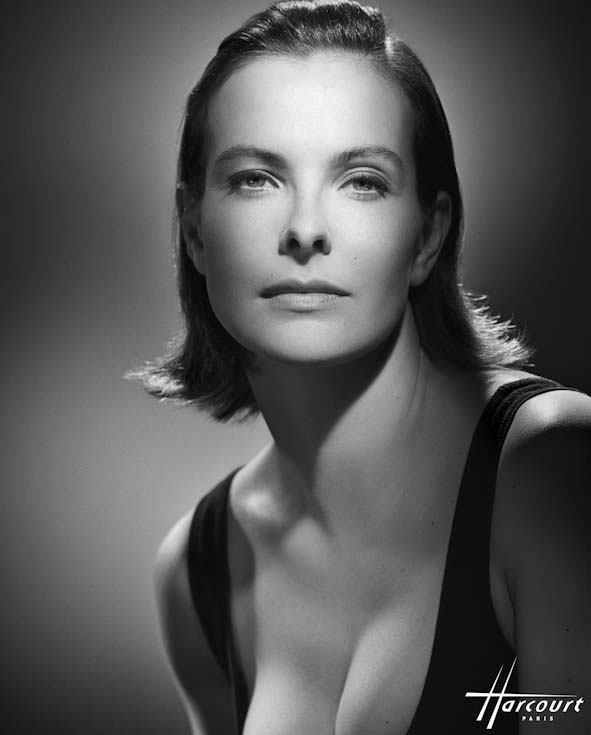
Carole Bouquet, Studio Harcourt, 1995

Následovaly snímky francouzské produkce, kde se objevila po boku Gérarda Depardieu, a to v komedii Studený bufet (1979) a dramatu Pravý břeh, levý břeh (1984), kde byla za postavu Bebée Sanaquesové nominována na Césara v kategorii Nejlepší herečka ve vedlejší roli. V roce 1985 jí zemřel manžel, producent Jean-Pierre Rassam, se kterým má syna Dimitrije Rassama. Téhož roku hrála ve snímku Podivná policie (1985) a o čtyři roky později ztvárnila roli princezny Soroyai v triptychu režírovaném třemi slavnými americkými režiséry Povídky z New Yorku (1989). Zahrála si také ve snímku Příliš krásná (1989), kterému se dostalo mezinárodního uznání. Za roli Florence Barthélémyové' v něm získala Césara v kategorii Nejlepší herečka.
V 90. letech ztvárnila postavy např. v komedii Tango (1993) vedle Philippa Noireta nebo v dobrodružném filmu Červený a černý (1997). V tomto období také pracovala jako modelka a tvář firmy Chanel.
Podruhé se provdala za Jacquese Liebowitche v roce 1992, manželství poté trvalo čtyři roky. V období 1997-2005 byl jejím životním partnerem herec Gérard Depardieu (2003-2005 zasnoubeni), který se stal opět i partnerem filmovým ve snímku Most mezi dvěma břehy (1999, Un pont entre deux rives), ve kterém byl i režisérem. Následně se objevila vedle Jeana Rena v akční komedii Wasabi (2001). O dva roky později natočila dobrodružný snímek Líbejte se, s kým je libo (2003) a v roce 2005 rodinné drama Peklo, ve kterém hrála matku vedle Emmanuelle Béartové. Jako režisérka dosud natočila dva filmy La Lumière de Dieu (2000) a Tanna (2001).
Roku 1999 zasedla v porotě 4. mezinárodního filmového festivalu v Šanghaji. Podporuje organizaci Dětství a úděl, která má ve své náplni pomoc postiženým dětem.

## Filmografie

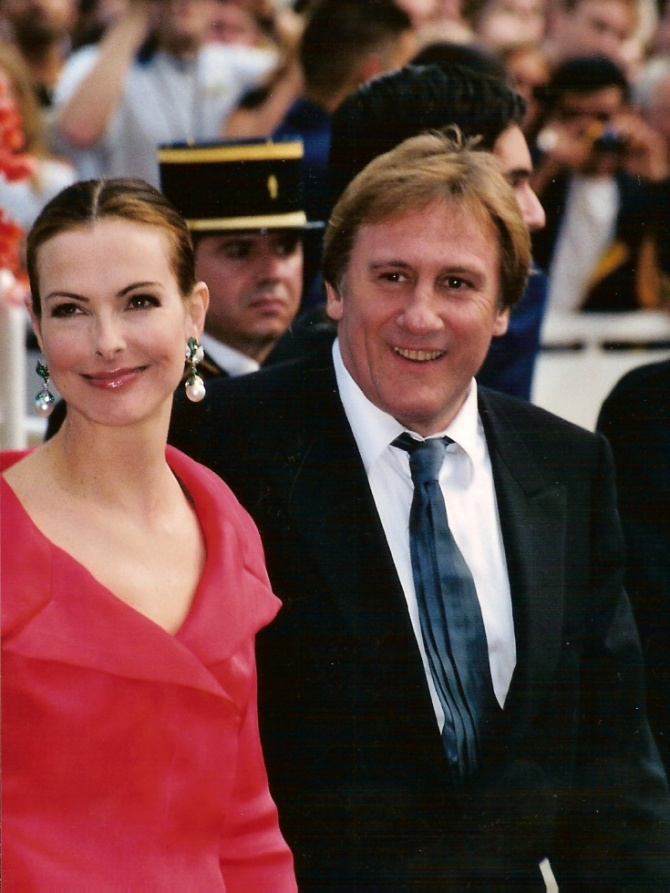
Bouquet a Gérard Depardieu na Filmovém festivalu v Cannes 2001

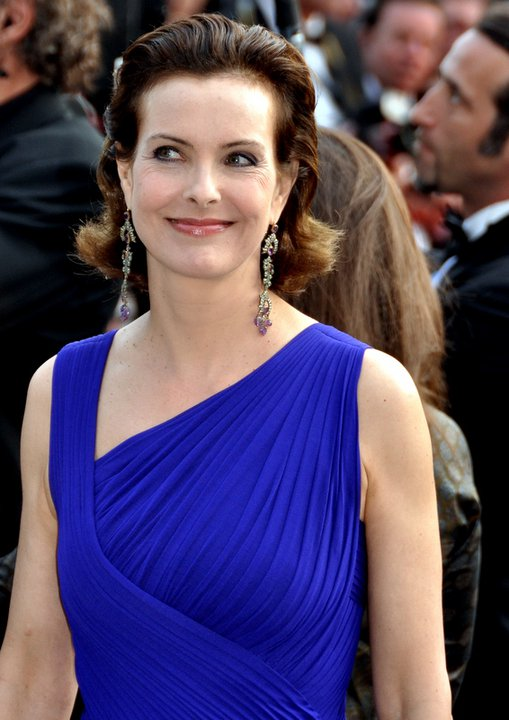
Bouquet na FF v Cannes 2011

### Herecká – televize a film
- 2008 – Les Hauts murs
- 2006 – Un ami parfait
- 2005 – Nordeste
- 2005 – Peklo
- 2005 – Rekonstrukce
- 2004 – Les Fautes d'orthographe
- 2004 – Sex ve městě (2. díl: An American Girl in Paris)
- 2004 – Feux rouges
- 2003 – Vítejte u Rozových
- 2002 – Blanche - královna zbojníků
- 2002 – Líbejte se, s kým je libo
- 2002 – Ruy Blas (televizní film)
- 2001 – Madame de... (televizní film)
- 2001 – Wasabi
- 2000 – Diamantové náušnice (televizní film)
- 1999 – Most mezi dvěma břehy
- 1999 – Le Pique-nique de Lulu Kreutz
- 1998 – En plein coeur
- 1997 – Červený a černý (televizní film)
- 1997 – Lucie Aubracová
- 1994 – Grosse Fatigue
- 1994 – Obchodní záležitost
- 1993 – Tango
- 1991 – Contre l'oubli
- 1991 – Donne con le gonne
- 1989 – Bunker Palace Hôtel
- 1989 – Povídky z New Yorku
- 1989 – Příliš krásná (zisk Césara)
- 1987 – Jenatsch
- 1986 – La Coda del diavolo
- 1986 – Double messieurs
- 1985 – Podivná policie
- 1984 – Dobrý král Dagobert
- 1984 – Nemo
- 1984 – Pravý břeh, levý břeh (nominace na Césara)
- 1983 – Mystère
- 1982 – Bingo Bongo
- 1982 – Den idiotů
- 1981 – Přísně tajné! / Jen pro tvé oči (bondovka)
- 1979 – Blank Generation
- 1979 – Il Cappotto di Astrakan
- 1979 – Studený bufet
- 1977 – La Famille Cigale (televizní seriál)
- 1977 – Les Rebelles (televizní film)
- 1977 – Ten tajemný předmět touhy

### Herecká – dokumentární
- 2003 – Claude Berri, le dernier nabab (televizní film)
- 2002 – Un jour dans la vie du cinéma français (televizní film)
- 2000 – A propósito de Buñuel

### Režijní filmografie
- 2001 – Tanna (televizní film)
- 2000 – La Lumière de Dieu (televizní film)